# Mer d'Aru
Pour les articles homonymes, voir Aru.
La mer d'Aru est située à l'ouest de l'île de Nouvelle-Guinée, en jonction de la mer d'Arafura, mer de Banda et la mer de Céram. La mer est comprise entre les îles Aru et la Nouvelle-Guinée occidentale.

## Géographie
L'Organisation hydrographique internationale, dans une version non officialisée, définit les limites de la mer d'Aru de la façon suivante :
- Au nord et à l'est : la côte de la Nouvelle-Guinée occidentale, de Karufa (3° 51′ S, 133° 26′ E) vers le sud-est jusqu'à l'embouchure de la rivière Torassi (9° 08′ S, 141° 01′ E), la frontière entre la Nouvelle-Guinée occidentale et la Papouasie-Nouvelle-Guinée, sur la côte sud de la Nouvelle-Guinée.
- Au sud : une ligne joignant l'embouchure de la rivière Torassi vers l'ouest jusqu'au cap Oftiau (8° 21′ S, 130° 47′ E), l'extrémité sud de Selaru. (la limite commune avec la mer d'Arafura).
- À l'ouest : Du cap Oftiau vers le nord-est, le long des côtes orientales de Selaru, jusqu'à Torimtubun (8° 05′ S, 131° 02′ E), l'extrémité nord de cette île; de là, depuis Torimtubun vers le nord-est, une ligne jusqu'à l'extrémité nord-ouest de l'île d'Anggormasa (8° 01′ S, 131° 05′ E); de là, depuis l'extrémité nord-ouest d'Anggarmasa vers le nord-est, une ligne jusqu'au cap Jasi (8° 00′ S, 131° 06′ E), l'extrémité sud-ouest de Yamdena; de là, depuis le cap Jasi vers le nord-est, le long de la côte orientale de Yamdena, jusqu'à la position 7° 09′ S, 131° 43′ E, sur la côte nord-est de cette île; de là, vers le nord, une ligne jusqu'à Ritabel (7° 09′ S, 131° 43′ E), l'extrémité ouest de Larat; de là, de Ritabel vers l'est, le long de la côte sud de Larat, jusqu'à cap Uran (7° 06′ S, 131° 55′ E), sur la côte nord de cette île;